# زينة زافلو
زينا زافلو (من مواليد 3 أيار في بغداد، العراق) كاتبة وممثلة أمريكية من أصل عراقي. شاركت في كتابة فيلم الرسوم المتحركة نووم ألون (2017) الذي تم عرضه في دور العرض في 13 أكتوبر 2017. وقد ظهرت في العديد من المسلسلات التلفزيونية الأمريكية مثل إي آر وغريز أناتومي و24 و الجناح الغربي. لديها دور في فيلم وليد مرسي جيلي (2009).

## وصلات خارجية
1. ↑  "معلومات عن زينة زافلو على موقع imdb.com". imdb.com. مؤرشف من الأصل في 2018-08-09.

- زينة زافلو على موقع IMDb (الإنجليزية)
- زينة زافلو على موقع قاعدة بيانات الفيلم (الإنجليزية)